# الشياحي (المخادر)

تعديل مصدري - تعديل

الشياحي هي إحدى قرى عزلة بني سرحة بمديرية المخادر التابعة لمحافظة إب، بلغ تعداد سكانها 313 نسمة حسب تعداد اليمن لعام 2004.